# Dendrocacalia crepidifolia
 Dendrocacalia crepidifolia  (Nakai) Nakai, 1928 è una specie di pianta angiosperma dicotiledone della famiglia delle Asteraceae (sottofamiglia Asteroideae).  Dendrocacalia crepidifolia è anche l'unica specie del genere  Dendrocacalia  (Nakai) Nakai, 1928.

## Etimologia
Il nome del genere (Dendrocacalia) deriva dalle parole in greco "dendro" (= albero, simile ad un albero) e "cacalia (kako-lina)" (= molto doloroso), quest'ultima parola usata per la prima volta da Dioscoride (Anazarbe, 40 circa – 90 circa), medico, botanico e farmacista greco antico che esercitò a Roma ai tempi dell'imperatore Nerone. L'epiteto specifico (crepidifolia) è composto dalla parola "crepis" (= sandalo: antico nome di una pianta) usato da Linneo nel 1753 per il genere Crepis; insieme alla parola "foglia" significa: "simile alle foglie di Crepis".
Il nome scientifico della specie è stato definito dal botanico Takenoshin(Takenosin) Nakai (1882-1952) nella pubblicazione " Rigakkwai" ( Rigakkwai 26(5): 8) del 1928. Il nome scientifico del genere è stato definito nella stessa pubblicazione.

## Descrizione
Habitus. Dendrocacalia crepidifolia ha un habitus di tipo arbustivocon rami dioici.
Radici. Le radici in genere sono secondarie da rizoma e possono essere fibrose. I rizomi sono striscianti o legnosi.
Fusto. La parte aerea è eretta e legnosa (legno tenero); semplice o ramosa.
Foglie. Le foglie cauline, disposte in modo alternato, sono picciolate e con forme intere variabili da ovate e oblanceolate. La superficie è glabra e le venature sono pennate.
Infiorescenza. Le sinflorescenze sono composte da più capolini organizzati in formazioni corimbose. Le infiorescenze vere e proprie sono formate da un capolino terminale peduncolato di tipo discoide. Alla base dell'involucro è presente un calice formato da brattee fogliacee. I capolini sono formati da un involucro, con forme da cilindriche, composto da diverse brattee, al cui interno un ricettacolo fa da base ai fiori tubulosi. Le brattee sono disposte in modo embricato di solito su una sola serie e possono essere connate alla base. Il ricettacolo è nudo (senza pagliette a protezione della base dei fiori); la forma è convessa e a volte è alveolato.
Fiori.  I fiori (5 per capolino) sono tetra-ciclici (formati cioè da 4 verticilli: calice – corolla – androceo – gineceo) e pentameri (calice e corolla formati da 5 elementi). Sono inoltre ermafroditi (femminili) o funzionalmente maschili e actinomorfi.
- Formula fiorale:

*/x K {\displaystyle \infty }, [C (5), A (5)], G 2 (infero), achenio
- Calice: i sepali del calice sono ridotti ad una coroncina di squame.
- Corolla: nella parte inferiore i petali della corolla sono saldati insieme e formano un tubo. In particolare le corolle dei fiori del disco centrale (tubulosi) terminano con delle fauci dilatate a raggiera con cinque lobi. I lobi possono avere una forma da deltoide a triangolare-ovata. Il colore delle corolle è rosa o porpora.
- Androceo: gli stami sono 5 con dei filamenti liberi. La parte basale del collare dei filamenti può essere dilatata. Le antere invece sono saldate fra di loro e formano un manicotto che circonda lo stilo. Le antere alla base sono ottuse. La struttura delle antere è di tipo tetrasporangiato, raramente sono bisporangiate. Il tessuto endoteciale è radiale o polarizzato. Il polline è tricolporato (tipo "helianthoid").[12]
- Gineceo: lo stilo è biforcato con due stigmi nella parte apicale. Gli stigmi sono troncati e possono essere ricoperti da minute papille; altre volte i peli sono di tipo penicillato. Le superfici stigmatiche sono continue.  L'ovario è infero uniloculare formato da 2 carpelli.

Frutti. I frutti sono degli acheni con pappo. La forma degli acheni è oblunga; la superficie è percorsa da diverse coste longitudinali e può essere pubescente. Possono essere presenti delle ali o degli ispessimenti marginali. Non sempre il carpoforo è distinguibile. Il colore del frutto può essere nero o bruno. Il pappo è formato da numerose setole snelle.

## Biologia
Impollinazione: l'impollinazione avviene tramite insetti (impollinazione entomogama tramite farfalle diurne e notturne).
Riproduzione: la fecondazione avviene fondamentalmente tramite l'impollinazione dei fiori (vedi sopra).
Dispersione: i semi (gli acheni) cadendo a terra sono successivamente dispersi soprattutto da insetti tipo formiche (disseminazione mirmecoria). In questo tipo di piante avviene anche un altro tipo di dispersione: zoocoria. Infatti gli uncini delle brattee dell'involucro (se presenti) si agganciano ai peli degli animali di passaggio disperdendo così anche su lunghe distanze i semi della pianta. Inoltre per merito del pappo il vento può trasportare i semi anche a distanza di alcuni chilometri (disseminazione anemocora).

## Distribuzione e habitat
La specie di questa voce è distribuita nelle isole Ogasawara.

## Tassonomia
La famiglia di appartenenza di questa voce (Asteraceae o Compositae, nomen conservandum) probabilmente originaria del Sud America, è la più numerosa del mondo vegetale, comprende oltre 23.000 specie distribuite su 1.535 generi, oppure 22.750 specie e 1.530 generi secondo altre fonti (una delle checklist più aggiornata elenca fino a 1.679 generi). La famiglia attualmente (2021) è divisa in 16 sottofamiglie; la sottofamiglia Asteroideae è una di queste e rappresenta l'evoluzione più recente di tutta la famiglia.

### Filogenesi
Il genere di questa voce appartiene alla sottotribù Senecioninae della tribù Senecioneae (una delle 21 tribù della sottofamiglia Asteroideae). In base ai dati filogenetici la sottotribù, all'interno della tribù, occupa il "core" della tribù e insieme alla sottotribù Othonninae forma un "gruppo fratello".
I seguenti caratteri sono indicativi per la sottotribù:
- il portamento è molto vario (erbe, arbusti, liane, epifite, alberelli o alberi);
- le foglie sono sia basali che cauline disposte in modo alternato;
- sono presenti capolini sia radiati, disciformi o discoidi;
- le antere sono tetrasporangiate, raramente bisporangiate.

La struttura della sottotribù è molto complessa e articolata (è la più numerosa della tribù con oltre 1.200 specie distribuite su un centinaio di generi) e al suo interno sono raccolti molti sottogruppi caratteristici le cui analisi sono ancora da completare. Il genere della specie di questa voce, nell'ambito della filogenesi della sottotribù, occupa una posizione abbastanza "basale" (si separato precocemente dalla sottotribù) e insieme ai generi Arrhenechthites Mattf., 1938, Crassocephalum Moench, 1794  e Erechtites Raf., 1817 forma un clade ben supportato. In questo clade Arrhenechthites e Dendrocacalia formano un "gruppo fratello". A questo clade appartiene anche il gruppo "Senecio s.str." e, nidificato tra i generi Arrhenechthites e Dendrocacalia, la specie Senecio thapsoides che quindi dovrebbe essere esclusa da Senecio.
Il cladogramma seguente (semplificato) mostra l'attuale conoscenza filogenetica di questo gruppo.
|  | Erechtites     |
|  |                |
|  | Crassocephalum |
|  |                |

|  | Arrhenechthites            |
|  |                            |
|  | Senecio thapsoides         |
|  |                            |
|  | Dendrocacalia crepidifolia |
|  |                            |

|  | Erechtites     |
|  |                |
|  | Crassocephalum |
|  |                |

|  | Arrhenechthites            |
|  |                            |
|  | Senecio thapsoides         |
|  |                            |
|  | Dendrocacalia crepidifolia |
|  |                            |

I caratteri distintivi per la specie  Dendrocacalia crepidifolia sono:
- le foglie hanno delle lamine intere;
- i capolini sono discoidi;
- il colore delle corolle varia da rosa a porpora.

Il numero cromosomico della specie è: 2n = 60.

### Sinonimi
Sono elencati alcuni sinonimi per questa entità:
- Cacalia crepidifolia Nakai, 1915